# إنيد تاهيروفيتش
إنيد تاهيروفيتش مواليد 22 يوليو 1972 في بيه لينا، البوسنة والهرسك، جمهورية يوغوسلافيا الاشتراكية الاتحادية، هو لاعب كرة يد بوسني يلعب كحارس مرمى. مثل منتخب البوسنة والهرسك لكرة اليد.